# Carlo II di Baden
Carlo II di Baden, nome completo Karl Ludwig Friedrich von Baden (Karlsruhe, 8 giugno 1786 – Rastatt, 8 dicembre 1818), nato principe di Baden, fu granduca di Baden dal 1811 fino alla sua morte.

## Biografia

### Infanzia ed educazione

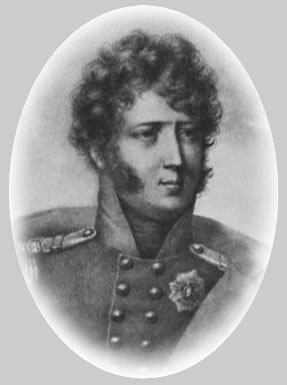
Carlo da giovane

Appartenente al ramo degli Zähringen, Carlo era figlio di Carlo Luigi, principe ereditario di Baden, e di Amalia d'Assia-Darmstadt. I suoi nonni erano Carlo Federico, margravio di Baden e Luigi IX, landgravio d'Assia-Darmstadt (1754-1832). Aveva numerosi fratelli, tra i quali: Carolina, regina consorte di Massimiliano I di Baviera; Luisa, imperatrice consorte di Alessandro I di Russia; Federica, regina consorte di Gustavo IV Adolfo di Svezia.

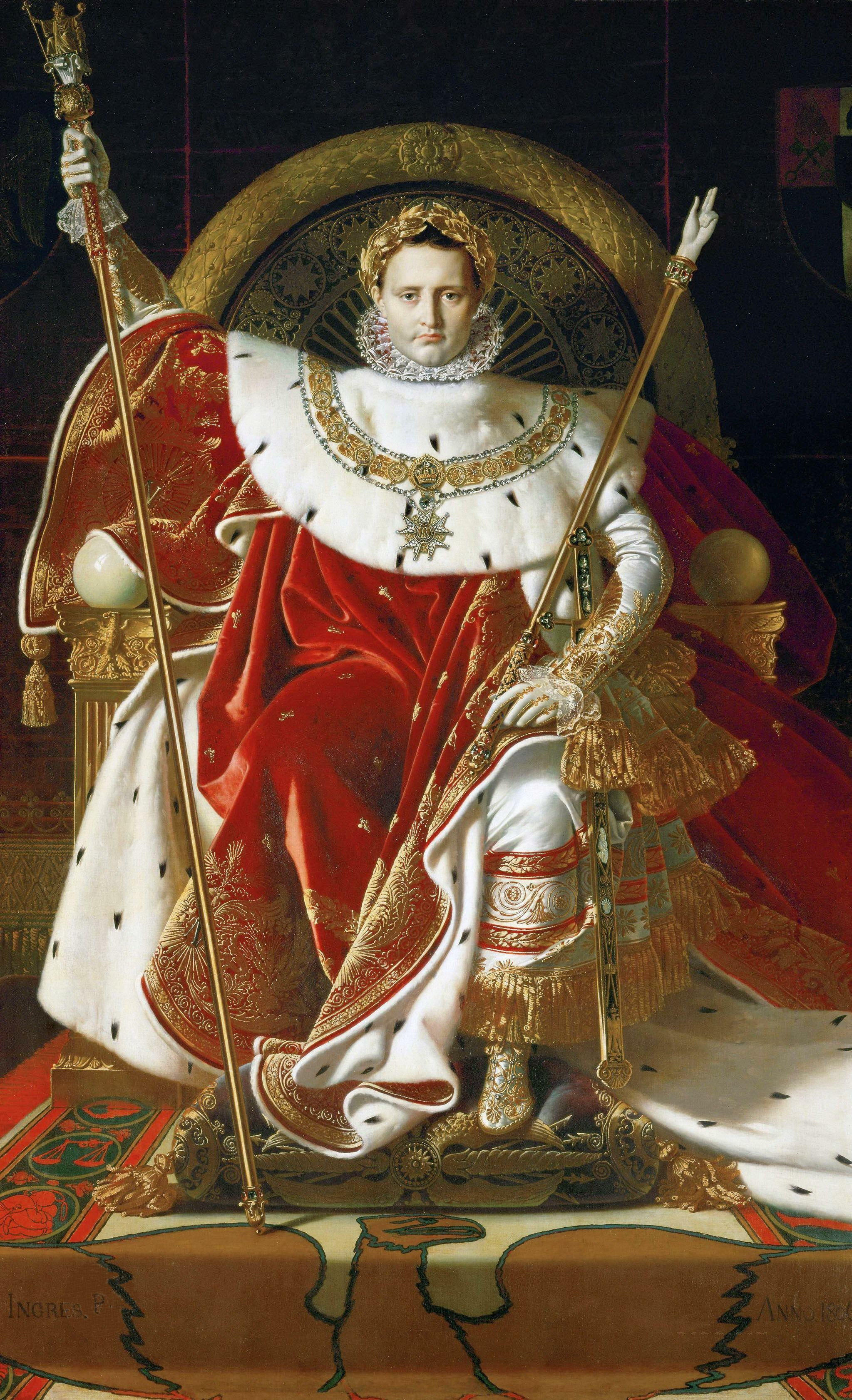
Napoleone Imperatore

Carlo ebbe un'educazione attenta e rigorosa sotto la guida di tutori come Hauber, Walz e Böckmann, ed egli bene si applicava agli studi quando tutto ciò venne interrotto dalla guerra e dalla fuga della corte di Baden verso Ansbach. Successivamente, col padre e col fratello minore, si recò in visita alla corte di San Pietroburgo e poi in Svezia e durante il viaggio di ritorno fu testimone dell'improvvisa morte del padre nel 1801. Carlo venne posto da quel momento nella condizione un giorno di dover ereditare il trono di suo nonno ma il suo carattere debole, indeciso e insicuro non lo rendevano certo un sovrano ideale per uno stato delicato come il Baden che dal 1806 venne elevato a granducato da Napoleone Bonaparte dopo la dissoluzione del Sacro Romano Impero. Dopo il suo matrimonio con Stephanie de Beauharnais, Napoleone lo nominò nel 1807 comandante delle armate francesi nel Baden rinnovandogli la sua fiducia.

### Matrimonio

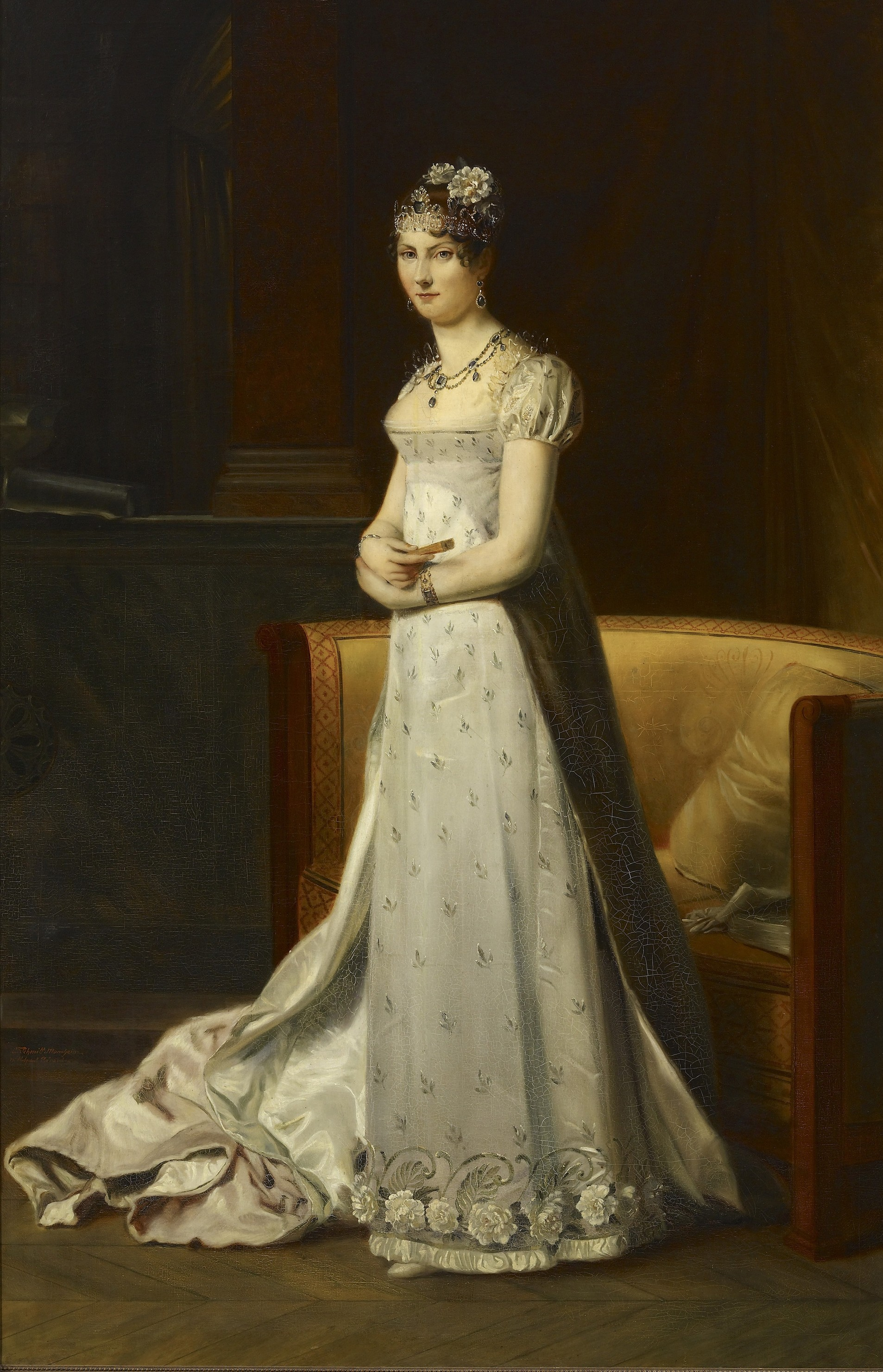
Ritratto di Stefania di Beauharnais, moglie di Carlo II e figliastra di Napoleone Bonaparte.

Il principe ereditario Carlo sposò l'8 aprile del 1806 a Parigi Stefania di Beauharnais (1789-1860), figlia di Claude de Beauharnais e di Claude Françoise de Lezay e, anche, figlia adottiva di Napoleone Bonaparte. Questo matrimonio fu voluto dall'Imperatore di Francia per consolidare la sua alleanza con il Principe elettore di Baden, Carlo Federico.

### Granduca di Baden

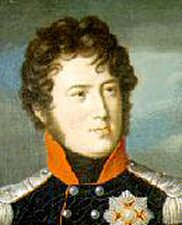
Carlo, granduca di Baden

All'età di venticinque anni, il 10 giugno 1811, alla morte di suo nonno Carlo Federico, Carlo ascese al trono del granducato di Baden col nome di Carlo II.
Dopo la tragica campagna di Russia che vide la sconfitta di Napoleone nel tentativo di invadere l'impero dello zar, il Baden dovette lasciare la Confederazione del Reno e si schierò contro le armate di Napoleone siglando un accordo con le potenze opposte a Francoforte il 20 novembre 1813. Il problema maggiore si poneva qui per Carlo II sul piano personale in quanto egli aveva sposato Stephanie de Beauharnais, nipote dell'imperatrice Joséphine e figlia adottiva di Napoleone e quindi direttamente coinvolta nelle vicende della Francia dell'epoca. 

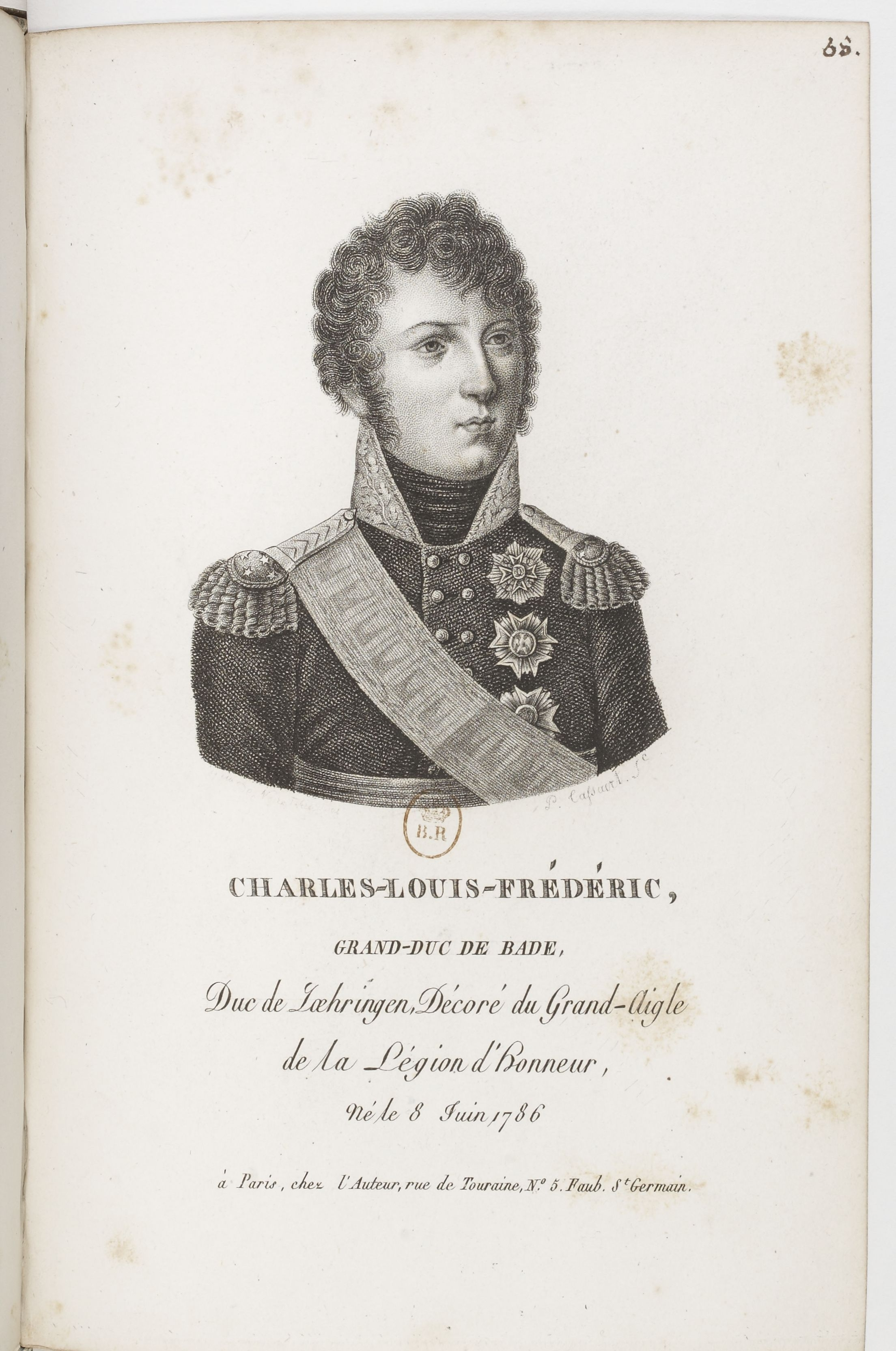
Carlo in una stampa d'epoca

In molti nel Baden chiesero che a questo punto il granduca regnante ripudiasse la moglie come traditrice e si risposasse, ma egli malgrado ancora non fossero nati eredi ed il matrimonio non fosse particolarmente felice, non volle acconsentire a questa scelta. Questa presa di posizione ebbe per il granducato di Baden pesanti conseguenze nel periodo della restaurazione ed al Congresso di Vienna del 1815 fu solo grazie alla sorella Luisa Maria di Baden, zarina di Russia, che i padri del congresso confermarono al Granducato di Baden tutti i possedimenti acquisiti durante il regno di Napoleone I e ne mantennero attiva l'esistenza.

### Morte

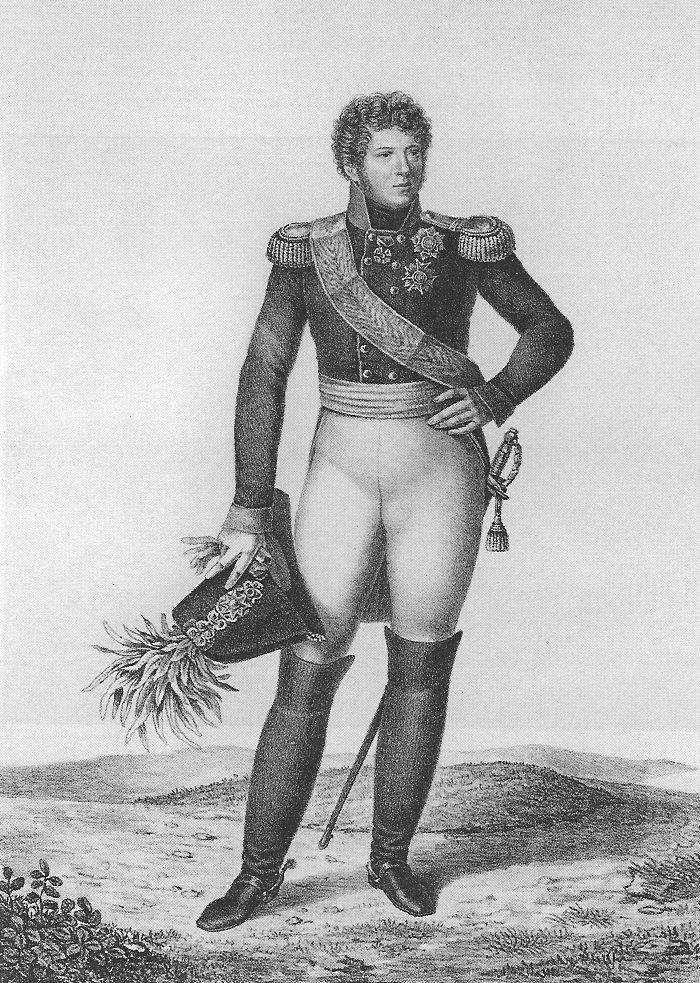
Carlo di Baden

Il 22 agosto 1818 Carlo II concesse al suo popolo una Costituzione liberale e questo fu il suo ultimo atto ufficiale in quanto morì l'8 dicembre di quell'anno a Rastatt. Non avendo avuto figli maschi per succedergli, alla sua morte venne nominato granduca suo zio Luigi. Dopo la sua morte anche la moglie Stefania di Beauharnais lasciò il granducato e visse in esilio volontario a Nizza.

## Discendenza
Carlo e Stefania di Beauharnais ebbero cinque figli:
- Luisa Amelia Stefania, nata il 5 giugno 1811 e morta il 19 luglio 1854, sposò nel 1830 il principe Gustavo di Vasa;
- il secondogenito, nato il 29 settembre e morto il 16 ottobre 1812[2];
- Giuseppina Federica Luisa, nata il 21 ottobre 1813 e morta il 19 giugno 1900, sposò nel 1834 Carlo Antonio di Hohenzollern-Sigmaringen;
- Alessandro nato il 1º maggio e morto l'8 maggio 1816;
- Maria Amelia Elisabetta Carolina, nata l'11 ottobre 1818 e morta l'18 ottobre 1888, sposò nel 1843 William Hamilton, XI duca di Hamilton.

Tra i loro discendenti si annoverano i Re di Romania, i Re del Belgio, i Granduchi del Lussemburgo e i Principi di Monaco.

## Ascendenza
|                                            |                                         |                                              | Genitori                                          |  |  | Nonni |  |  | Bisnonni                                       |  |  | Trisnonni                                       |  |
|                                            |                                         |                                              |                                                   |  |  |       |  |  | Federico, Principe Ereditario di Baden-Durlach |  |  | Carlo III Guglielmo, Margravio di Baden-Durlach |  |
|                                            |                                         |                                              |                                                   |  |  |       |  |  | Federico, Principe Ereditario di Baden-Durlach |  |  | Carlo III Guglielmo, Margravio di Baden-Durlach |  |
|                                            |                                         | Maddalena Guglielmina di Württemberg         |                                                   |  |  |       |  |  | Federico, Principe Ereditario di Baden-Durlach |  |  |                                                 |  |
| Carlo Federico, Granduca di Baden          |                                         |                                              |                                                   |  |  |       |  |  | Federico, Principe Ereditario di Baden-Durlach |  |  |                                                 |  |
|                                            |                                         | Principessa Amalia di Nassau-Dietz           | Giovanni Guglielmo Friso, Principe d'Orange       |  |  |       |  |  |                                                |  |  |                                                 |  |
|                                            |                                         | Principessa Amalia di Nassau-Dietz           | Giovanni Guglielmo Friso, Principe d'Orange       |  |  |       |  |  |                                                |  |  |                                                 |  |
|                                            |                                         | Principessa Amalia di Nassau-Dietz           | Langravia Maria Luisa d'Assia-Kassel              |  |  |       |  |  |                                                |  |  |                                                 |  |
| Carlo Luigi, Principe Ereditario di Baden  |                                         | Principessa Amalia di Nassau-Dietz           |                                                   |  |  |       |  |  |                                                |  |  |                                                 |  |
|                                            |                                         | Luigi VIII, Langravio d'Assia-Darmstadt      | Ernesto Luigi, Langravio d'Assia-Darmstadt        |  |  |       |  |  |                                                |  |  |                                                 |  |
|                                            |                                         | Luigi VIII, Langravio d'Assia-Darmstadt      | Ernesto Luigi, Langravio d'Assia-Darmstadt        |  |  |       |  |  |                                                |  |  |                                                 |  |
|                                            |                                         | Luigi VIII, Langravio d'Assia-Darmstadt      | Margravia Dorotea Carlotta di Brandeburgo-Ansbach |  |  |       |  |  |                                                |  |  |                                                 |  |
| Langravia Carolina Luisa d'Assia-Darmstadt |                                         | Luigi VIII, Langravio d'Assia-Darmstadt      |                                                   |  |  |       |  |  |                                                |  |  |                                                 |  |
|                                            |                                         | Contessa Carlotta di Hanau-Lichtenberg       | Giovanni Reinardo III, Conte di Hanau-Lichtenberg |  |  |       |  |  |                                                |  |  |                                                 |  |
|                                            |                                         | Contessa Carlotta di Hanau-Lichtenberg       | Giovanni Reinardo III, Conte di Hanau-Lichtenberg |  |  |       |  |  |                                                |  |  |                                                 |  |
|                                            |                                         | Contessa Carlotta di Hanau-Lichtenberg       | Margravia Dorotea Federica di Brandeburgo-Ansbach |  |  |       |  |  |                                                |  |  |                                                 |  |
| Carlo II, Granduca di Baden                |                                         | Contessa Carlotta di Hanau-Lichtenberg       |                                                   |  |  |       |  |  |                                                |  |  |                                                 |  |
|                                            | Luigi VIII, Langravio d'Assia-Darmstadt | Ernesto Luigi, Langravio d'Assia-Darmstadt   |                                                   |  |  |       |  |  |                                                |  |  |                                                 |  |
|                                            | Luigi VIII, Langravio d'Assia-Darmstadt | Ernesto Luigi, Langravio d'Assia-Darmstadt   |                                                   |  |  |       |  |  |                                                |  |  |                                                 |  |
|                                            | Luigi VIII, Langravio d'Assia-Darmstadt | Dorotea Carlotta di Brandeburgo-Ansbach      |                                                   |  |  |       |  |  |                                                |  |  |                                                 |  |
| Luigi IX, Langravio d'Assia-Darmstadt      | Luigi VIII, Langravio d'Assia-Darmstadt |                                              |                                                   |  |  |       |  |  |                                                |  |  |                                                 |  |
|                                            |                                         | Contessa Carlotta di Hanau-Lichtenberg       | Giovanni Reinardo III, Conte di Hanau-Lichtenberg |  |  |       |  |  |                                                |  |  |                                                 |  |
|                                            |                                         | Contessa Carlotta di Hanau-Lichtenberg       | Giovanni Reinardo III, Conte di Hanau-Lichtenberg |  |  |       |  |  |                                                |  |  |                                                 |  |
|                                            |                                         | Contessa Carlotta di Hanau-Lichtenberg       | Dorotea Federica di Brandeburgo-Ansbach           |  |  |       |  |  |                                                |  |  |                                                 |  |
| Principessa Amalia d'Assia-Darmstadt       |                                         | Contessa Carlotta di Hanau-Lichtenberg       |                                                   |  |  |       |  |  |                                                |  |  |                                                 |  |
|                                            |                                         | Cristiano III, Conte Palatino di Zweibrücken | Cristiano II, Conte Palatino di Zweibrücken       |  |  |       |  |  |                                                |  |  |                                                 |  |
|                                            |                                         | Cristiano III, Conte Palatino di Zweibrücken | Cristiano II, Conte Palatino di Zweibrücken       |  |  |       |  |  |                                                |  |  |                                                 |  |
|                                            |                                         | Cristiano III, Conte Palatino di Zweibrücken | Contessa Caterina Agata di Rappoltstein           |  |  |       |  |  |                                                |  |  |                                                 |  |
| Contessa Palatina Carolina di Zweibrücken  |                                         | Cristiano III, Conte Palatino di Zweibrücken |                                                   |  |  |       |  |  |                                                |  |  |                                                 |  |
|                                            |                                         | Carolina di Nassau-Saarbrücken               | Luigi Crato, Conte di Nassau-Saarbrücken          |  |  |       |  |  |                                                |  |  |                                                 |  |
|                                            |                                         | Carolina di Nassau-Saarbrücken               | Luigi Crato, Conte di Nassau-Saarbrücken          |  |  |       |  |  |                                                |  |  |                                                 |  |
|                                            |                                         | Carolina di Nassau-Saarbrücken               | Filippina Enrichetta di Hohenlohe-Langenburg      |  |  |       |  |  |                                                |  |  |                                                 |  |
|                                            |                                         | Carolina di Nassau-Saarbrücken               |                                                   |  |  |       |  |  |                                                |  |  |                                                 |  |